# Henri du Plessis de Richelieu
Henri du Plessis, marquis de Richelieu, né en 1579 ou 1580 et mort le lundi 8 juillet 1619, fut un membre de la noblesse française et le frère aîné du cardinal de Richelieu.

## Jeunesse
Fils de Suzanne de La Porte et de François IV du Plessis de Richelieu, il est l'aîné d'une famille de cinq enfants :
- Henri lui-même, né en 1578 ;
- Alphonse, né en 1582 ;
- Armand-Jean, né en 1585 ;
- Françoise, née en 1586 ;
- Nicole, née en 1587.

Henri fut envoyé faire ses études au collège de Navarre, sans doute en 1594, avant de devenir page à la cour puis gentilhomme ordinaire du roi avec 3000 livres de pension grâce au souvenir laissé par son père à Henri IV et l'influence des Rochechouart (famille de sa grand-mère). Le 22 août 1598, il fut émancipé par des lettres royales et refusa l'héritage paternel pour se déclarer créancier. En rachetant progressivement de nombreuses créances et rentes, en prenant la présidence du syndicat des créanciers de son père et en étant favorisé par le Grand Conseil, il put récupérer progressivement l'ensemble des terres du lignage.
Grâce à son influence à la cour d'Henri IV, il obtint, en 1606, pour son frère Armand Jean, l'évêché de Luçon. Celui-ci, afin de soutenir son frère dans son rang et la récupération de l'héritage, lui versa une rente annuelle de 4 000 livres sur les 18000 de revenus de l'évêché. Armand Jean, pour défendre et améliorer son diocèse, n'hésita pas à utiliser l'influence d'Henri comme le montre un courrier au surintendant des finances Sully où il a annonce à celui-ci que Henri l’entretiendrait de certains problèmes.

## Un homme attaché à Marie de Médicis
À la suite de l'assassinat du roi, Henri du Plessis s'attacha à la reine-mère et régente, Marie de Médicis dont il devint l'un des conseillers. Il empêcha rapidement son frère l'évêque de Luçon de commettre une maladresse en envoyant un serment de fidélité peu protocolaire puis lui obtint en 1615 la place d’aumônier et de secrétaire des commandements de la reine Anne d'Autriche. 
Après avoir participé en tant que mestre de camp du régiment du Piémont à la protection de Louis XIII se rendant à son mariage, il vendit son brevet en 1616 au marquis de Fontenay-Mareuil et prêta un serment de fidélité particulier, avec d'autres seigneurs, à la reine-mère alors que Henri II de Bourbon-Condé menaçait de faire assassiner Concini. Cette relation particulière avec la reine-mère lui permit d'obtenir pour son frère Armand Jean, le 30 novembre 1616, une commission au Conseil. Le futur cardinal envisagea un temps, dans le cadre de négociations diplomatiques avec l'Espagne, d'envoyer Henri comme ambassadeur. Lors de la révolte des Grands contre Concini et son gouvernement, notamment par la publication d'un manifeste et la levée de soldats, Henri fut affecté comme aide de camp de Montigny dont l'armée devait s'emparer des places rebelles du Nivernais

## La disgrâce
À la suite de l'exécution, sur ordre de Louis XIII, de Concini, il perdit son influence à la cour mais demeura proche de la reine-mère. Cela amena à son exil par Louis XIII, en avril 1618, en compagnie de son frère Armand Jean et de son neveu, François de Vignerot de Pont-Courlay, à Avignon, terre pontificale. Cet exil est dû au fait que le roi considérait que l'évêque de Luçon avait désobéi à son ordre de rester en son diocèse et était entré en contact avec la reine-mère qui souhaitait qu'il revînt à ses côtés. L'exil d'Henri prit fin en décembre après qu'il eut obtenu l'autorisation de revenir à  Paris pour régler la succession de feue son épouse, Marguerite Guiot, décédée le lendemain de l'accouchement d'un fils qui ne survécut que quelques semaines à sa mère. Henri du Plessis avait épousé Marguerite Guiot en janvier 1615 qui lui avait donné la seigneurie d'Ansac tandis qu'il lui avait offert celles de Chillou et Châteauneuf. Son décès prématuré permit à Henri de récupérer Chillou et Châteauneuf.

## Mort et succession
À la suite de l'évasion de la reine-mère qui se réfugia à Angoulême grâce au duc d'Épernon, Armand Jean fut rappelé de son exil avignonnais et négocia le traité d'Angoulême qui fut signé le 12 mai 1619. Elle reçut un brevet royal lui octroyant le gouvernement des places d'Angers, de Chinon et des Ponts-de-Cé. Marie de Médicis avait promis qu'Henri de Plessis aurait la garde de la place d'Angers. Le fils du marquis de Thémines, capitaine des gardes de la reine-mère, qui convoitait cette position, insulta Henri du Plessis. Le 6 juillet, l'affaire semblait avoir été arrangée par la reine-mère mais le 8, Henri du Plessis provoqua Thémines en duel. Si ce dernier fut blessé, il parvint à tuer Henri du Plessis dont la mort sans postérité fit d'Armand Jean le chef de la famille des Richelieu car Alphonse était membre de l'ordre des Chartreux.  
Henri du Plessis, à la suite du décès de son épouse et de son fils, avait rédigé un testament par lequel il cédait la plupart des biens de la famille aux ordres des Feuillants, Minimes et Chartreux mais le révoqua deux jours avant sa mort. L'ordre des Minimes contesta la révocation en décembre tandis que Madeleine Guiot, sœur de la défunte épouse d'Henri, revendiqua une partie importante des biens de la famille. Après que les Minimes ont perdu, Armand Jean du Plessis dut encore faire face à des créanciers et à sa belle-sœur. Les premiers perdirent leurs procès tandis qu'un  arbitrage fut trouvée avec la dernière. La succession d'Henri, avec la question de la seigneurie d'Ansac, fut définitivement réglée en 1633 avec la cession des parts au cardinal.